# Parhydraena parva
Parhydraena parva är en skalbaggsart som beskrevs av Perkins 2009. Parhydraena parva ingår i släktet Parhydraena och familjen vattenbrynsbaggar. Inga underarter finns listade i Catalogue of Life.